# Notophthiracarus perti
Notophthiracarus perti är en kvalsterart som först beskrevs av Wojciech Niedbała 1987.  Notophthiracarus perti ingår i släktet Notophthiracarus och familjen Phthiracaridae. Inga underarter finns listade i Catalogue of Life.